# Wasyl Sydor
Wasyl Sydor, pseudonim „Szełest”, „Konrad”', „Krawc”, „Zow”, „Lisowyk”, „Rostysław Wyszytyj” (ukr. Василь Сидор; ur. 24 lutego 1910 w Spasowie, zm. 14 kwietnia 1949 w obwodzie iwanofrankowskim w Ukraińskiej SRR) – ukraiński wojskowy (pułkownik) i działacz nacjonalistyczny, żołnierz batalionu „Nachtigall”, a następnie dowódca sotni 201 batalionu Schutzmannschaft podczas II wojny światowej, zastępca komendanta głównego Ukraińskiej Armii Powstańczej (UPA) i dowódca UPA-Zachód. Bezpośrednio kierował mordami Polaków w Małopolsce Wschodniej.

## Życiorys
Urodził się we wsi Spasów koło Sokala w rodzinie chłopskiej. Kształcił się w Państwowym Gimnazjum w Sokalu (jako Bazyli Sydor), będąc uczniem IV klasy wystąpią ze szkoły 14 stycznia 1927. W 1931 r. ukończył ukraińskie gimnazjum w Przemyślu. Był członkiem Płastu, a następnie Organizacji Ukraińskich Nacjonalistów (OUN). Uczył się w polskiej szkole podchorążych, lecz jej nie ukończył z powodów politycznych i w 1932 r. został wyrzucony z Wojska Polskiego. Przebywał w więzieniu w 1935 r. oraz w latach 1937–1939. Od 1936 r. pełnił funkcję wojskowego referenta OUN. Był organizatorem grupy bojowej OUN „Wowky”. Pod koniec 1939 przedostał się do niemieckiej strefy okupacyjnej. W 1940 r. został wykładowcą na wojskowych kursach OUN w Krakowie. Uczestniczył w II wielkim zjeździe OUN w Krakowie. Wstąpił do batalionu „Nachtigall” złożonego z Ukraińców. Do 1942 r. w stopniu porucznika dowodził sotnią 201 batalionu Schutzmannschaft (Schuma).
Od pocz. 1943 r. był kierownikiem krajowego sztabu wojskowego UPA na Wołyniu. 8 lipca tego roku został awansowany do stopnia majora UPA. Od sierpnia był członkiem Rady Głównej OUN i Głównego Sztabu Wojskowego UPA. W latach 1944–1949 był krajowym dowódcą UPA-Zachód. W 1945 r. został odznaczony Srebrnym Krzyżem Bojowej Zasługi II klasy. W 1946 r. dostał stopień pułkownika UPA. Wchodził w skład Prowydu OUN na ziemie zachodnioukraińskie i Prowydu OUN-B. Sprawował funkcję krajowego kierownika OUN na karpacki kraj, generalnego sędziego OUN, a od 1947 r. jednocześnie zastępcy komendanta głównego UPA. Zginął w 1949 r. w walce z wojskami MWD nad rzeką Łomnica w rejonie perehińskim obwodu iwanofrankiwskiego.

## Udział w ludobójstwie Polaków
W grudniu 1943 r. Szełest został mianowany na dowódcę UNS/UPA na terenie Małopolski Wschodniej. Od lutego 1944 r. jego oddziały rozpoczęły realizowanie planu OUN-B dotyczącego oczyszczenia ziem uznawanych za OUN-B za ukraińskie z polskiej ludności. W konsekwencji według ustaleń historyków zostało zamordowanych od 20–25 do 70 tys. Polaków. Około 300–400 tys. Polaków uciekło z terenów Małopolski Wschodniej wiosną i latem 1944 r.
10 lipca 1944 r. Wasyl Sydor wydał rozkaz do wypędzenia Polaków i zabijania mężczyzn, którzy nie podporządkują się temu rozkazowi. W praktyce ograniczenie to najczęściej nie było w ogóle przestrzegane i oddziały UPA mordowały także kobiety i dzieci, nieznany jest przypadek choćby upomnienia któregoś członka UPA z tego powodu.

Rozkazuje nieustannie uderzać w Polaków aż do wyniszczenia ich do ostatniego z tych ziem. Kolejność antypolskich akcji: a) niszczenie siły bojowej wroga, b) aktywiści i agenci, c) akcje odwetowe. Formy: a) wspólna akcja oddziałów na skupiska Polaków, b) akcja niepokojąca pododdziałów, patroli itd. Tak jak poprzednio nie wolno likwidować kobiet i dzieci. W niektórych przypadkach wezwać Polaków do terminowego opuszczenia ziem ukraińskich